# Catedral de Puyo
La Catedral de Nuestra Señora del Rosario o simplemente Catedral de Puyo es el nombre que recibe un edificio religioso que se encuentra ubicado en el barrio central 12 de mayo de la localidad de Puyo, provincia de Pastaza en el país sudamericano de Ecuador.
El templo sigue el rito romano o latino y funciona como la sede del vicariato apostólico de Puyo (Apostolicus Vicariatus Puyoënsis) que fue creado en 1964 con la bula Apostolica praefectura del papa Pablo VI  y cuyo nombre actual data de 1976.
Su construcción tardó 4 años y fue bendencida e inaugurada el 10 de mayo de 1972 con el diseño del arquitecto  Reinaldo Flores. Como su nombre lo indica fue dedicada a la Virgen María en su advocación de Nuestra Señora del Rosario de Pompeya. Destaca su vitral realizado por una monja estadounidense.